# Pegasus Mail
Pegasus Mail ist ein kostenloses E-Mail-Programm, das seit 1989 von dem Neuseeländer David Harris entwickelt wird.

## Funktionen

### Benutzerschnittstelle
Das Programm bietet eine wahlweise englisch- oder deutschsprachige grafische Benutzeroberfläche. Für die aktuelle Version 4.x gibt es Sprachpakete für Französisch und Italienisch. Sprachpakete für Niederländisch, Tschechisch und Katalanisch stehen für Version 3.12 zur Verfügung.
Ab Version 4 bietet Pegasus Mail als Alternative zum klassischen Multiple Document Interface (MDI) die von Outlook Express und dem Netscape Communicator bekannte Dreifensteransicht mit Mailvorschau.
E-Mails können per Drag and Drop in Ordner einsortiert werden, auch sonst kann das Programm mit der Maus bedient werden. Für fast alle Funktionen existieren zusätzlich Tastenkombinationen zur Bedienung des Programms per Tastatur. Auch verfügt Pegasus Mail über viele Kommandozeilenfunktionen.
Die Nachrichten eines Ordners können, wie auch bei anderen Mailprogrammen üblich, nach Datum, Betreff, Thema, Größe oder Absender sortiert werden. Darüber hinaus lassen sich die Nachrichten nach Tagen, Wochen, Monaten oder Threads gruppieren. Eine Anzeige in Baumstruktur (Threading) wie bei Mutt gibt es bei Pegasus Mail jedoch nicht.

### Protokolle
Unterstützt wird der E-Mail-Versand per Novells MHS oder SMTP. Authentifizierung ist per SMTP-After-POP und SMTP-Auth möglich.
Es können mehrere POP3- und IMAP-Konten verwaltet werden. Der Selektive Maildownload erlaubt auch bei POP3 eine Vorschau auf die Mailbox und bietet die Wahlmöglichkeit, welche Mails man herunterladen möchte. Automatisches Filtern ist möglich, ohne die E-Mails vollständig herunterzuladen. Es besteht die Möglichkeit, per POP3 abgeholte E-Mails nach der Abholung nicht zu löschen, sondern auf dem Server zu lassen. Nachrichten eines IMAP-Ordners kann Pegasus Mail lokal in einem Cache speichern. Man hat so einen schnelleren Zugriff auf die Nachrichten und kann offline arbeiten.
Die TLS-Varianten der genannten Protokolle werden unterstützt, ebenso die Protokolle LDAP und PH. Für MAPI und RSS existieren Plug-ins.

### Filterfunktionen
Bereits 1991 wurde in Pegasus Mail die Filtermöglichkeit von E-Mails eingeführt. Gefiltert werden kann automatisch beim Öffnen oder Schließen eines Ordners oder durch ein Nutzerkommando. Filterung direkt auf dem Server, also ohne die gesamte E-Mail herunterzuladen, ist möglich. Trifft eine Filterbedingung zu, können Aktionen wie Verschieben, Einfärben, Starten eines externen Programms, Umleiten oder Weiterleiten der E-Mails ausgeführt werden. Die einzelnen Filterkriterien können logisch verknüpft werden. Pegasus Mail unterstützt im Regelsatz für Filter reguläre Ausdrücke, deren Syntax sich jedoch von den im POSIX-Standard festgelegten Basic und Extended Regular Expressions erheblich unterscheidet. Über Sprungmarken können Filterregelsätze minimalistische Programmlogik enthalten.
Darüber hinaus verfügt Pegasus Mail über eine wertungsbasierte Filtermöglichkeit, die „Inhaltskontrolle“. Zum Kampf gegen Spam wird bereits ein vordefinierter Regelsatz für die Inhaltskontrolle mitgegeben. Einen selbstlernenden bzw. trainierbaren Bayes-Spamfilter gibt es ab Version 4.41.

### MIME
Pegasus Mail unterstützt die Multipurpose Internet Mail Extensions (MIME). Dank der GNU-libiconv-Bibliothek kommt das Programm mit zahlreichen internationalen Zeichensätzen und Kodierungen zurecht, darunter alle ISO-8859-Zeichensätze, KOI8-R, KOI8-U, UTF-8 und UTF-7.
Nachrichten können verschlüsselt und digital signiert werden. Für die Unterstützung von Pretty Good Privacy (PGP) und GNU Privacy Guard (GPG) existieren kostenlose Plug-ins.
HTML-E-Mails können sowohl erstellt als auch dargestellt werden. Die Darstellung erfolgt entweder mit Hilfe der Rendering Engine des Internet Explorers oder alternativ unabhängig vom Internet Explorer mithilfe einer eigenen Rendering-Engine namens BearHTML. Es werden keine aktiven Inhalte ausgeführt. Um die Privatsphäre des Benutzers vor Zählpixeln zu schützen, werden Bilder, Stylesheets oder Skriptdateien nur auf Befehl des Benutzers aus dem Internet nachgeladen. Die Adressen vertrauenswürdiger Organisationen lassen sich jedoch in eine Whitelist eintragen, damit Bilder in den Newslettern dieser Organisationen automatisch nachgeladen werden.
Aus Sicherheitsgründen verhindert Pegasus Mail das direkte Ausführen von Anhängen (Attachments), die unter Windows ausführbar und somit potentiell gefährlich sind. Angehängte Bilder in den Formaten JPEG, GIF, BMP, WMF und EMF können direkt in Pegasus Mail betrachtet werden. Externe Viewer für Dateien lassen sich unabhängig von den Einstellungen des Betriebssystems festlegen.

### Mailordner
In den Grundeinstellungen enthält Pegasus Mail folgende Ordner: Im New Mail Folder landen neue Mails nach der Abholung, egal von welchem POP-Account das Mail stammt. Der Ordner Junk and Suspicious Mail sortiert Mails aus, die von der Inhaltskontrolle erfasst werden. Bei Verwendung des Papierkorbs wird ein entsprechender Ordner erstellt. Es ist zudem sinnvoll, einen Standardordner für gelesene Mails anzulegen. Pegasus Mail erlaubt das Anlegen mehrere Mailordner sowie von Schubladen, die Unterordner enthalten. Auch virtuelle Ordner werden von Pegasus Mail unterstützt.
Pegasus Mail hat sein eigenes Backend zu Speicherung von E-Mails: Neue E-Mails werden als Datei mit der Endung CNM im Mailverzeichnis gespeichert und erscheinen im Posteingangsordner (New Mail Folder). Alle anderen Ordner bestehen aus zwei Dateien: Eine Datei mit der Endung PMM enthält alle Mails eines Ordners im ASCII-Format. Einzelne E-Mails werden durch das Steuerzeichen Ctrl-Z getrennt. Eine gleichnamige Datei mit der Endung PMI ist die Indexdatei zum entsprechenden Ordner.
Es gibt eine rudimentäre Unterstützung des mbox-Ordnerformats. Da dieses Ordnerformat von sehr vielen E-Mail-Programmen – wie beispielsweise Thunderbird, Opera M2 – verwendet wird, eignet es sich zum Import und Export von E-Mails.

### Sonstiges
- Der Roaming Mode erleichtert das Betreiben des Mailprogramms auf einem USB-Stick. Mit der Kommandozeilenoption -ROAM gestartet, läuft Pegasus Mail unabhängig von dem Laufwerksbuchstaben, der dem Datenträger zugeordnet wird, auf dem das Programm installiert ist.
- Pegasus Mail bietet eine vom Betriebssystem unabhängige Mehrbenutzer-Unterstützung. Jeder Benutzer kann wiederum mehrere verschiedene Identitäten anlegen. Identitäten können sich im Namen, der angegebenen E-Mail-Adresse und in vielen anderen Einstellungen unterscheiden.
- Vorlagen
- Verwaltung von bis zu zehn verschiedenen Signaturen, wahlweise im Plain-Text- oder HTML-Format. Beim Verfassen einer E-Mail kann zwischen diesen Signaturen bei geöffnetem Editor gewechselt werden.
- Phishing-Schutz
- Verteilerlisten

## Versionsgeschichte
Das kostenlos verfügbare Programm wurde 1989 für den Nachrichtenaustausch innerhalb des Novell-Netware-Netzes der neuseeländischen Universität von Dunedin entwickelt. 1990 machte es David Harris erstmals über einen FTP-Server weltweit verfügbar. In Kombination mit dem Mailserverprogramm Mercury war Pegasus Mail in Universitäts- und Firmennetzwerken lange Zeit sehr verbreitet. Das Programm lässt sich jedoch auch im Einzelbenutzermodus betreiben.
Von 1993 bis 1995 wurde eine abgespeckte Version von Pegasus Mail unter dem Namen FirstMail im Bundle mit Novell Netware vertrieben.
Pegasus Mail gab es ursprünglich nur in englischer Sprache. 1993 wurde die erste Version für das Microsoft-Windows-Betriebssystem veröffentlicht. Mit Erscheinen der Windows-Version wurde Pegasus Mail dann von Anwendern in andere Sprachen übersetzt, so auch auf Deutsch.
Die Entwicklung der Version für den Apple Macintosh wurde 1997 eingestellt. Auch die Programmversion für Microsoft Windows 3.x (16-bit) wird mittlerweile nicht mehr weiterentwickelt.
Demgegenüber wird die wegen ihres geringen Ressourcenbedarfs auch auf sehr leistungsschwachen Rechnern einsetzbare DOS-Version bislang in größeren Abständen weiterhin gepflegt, auch wenn sich diese Pflege im Wesentlichen auf die Beseitigung festgestellter Fehler beschränkt hat. Pegasus Mail für MS-DOS liegt derzeit in der Version 3.50 vor und ist zu jeder Version von MS-DOS oder PC DOS ab Version 5.0 kompatibel.
Im am 14. Dezember 2005 freigegebenen Release 4.31 für die 32-Bit-Betriebssysteme Windows 95 und höher wurde eine neue HTML-Rendering-Engine („BearHTML“) sowie Unterstützung für UTF-8-Zeichensätze, Schutzmechanismen vor Phishing-Angriffen u. v. m. implementiert. (Die vollständige Liste der Änderungen am Code gegenüber der Vorgängerversion umfasst mehr als 1500 Einträge.)
Im Juni 2006 erschien Pegasus Mail 4.41 in vier Sprachen. Wichtigste Neuerungen waren der Bayessche Filter mit dem Namen Spamhalter und eine globale Whitelist für alle in Pegasus Mail enthaltenen Filter. Windows 95 wird von dieser Version nicht mehr unterstützt.
Seit Juni 2009 gibt es Version 4.51. Statt mit dem Borland-Compiler wurde der Programmcode nun mit Visual C++ übersetzt. Als zusätzliche Features gab es z. B. eine automatische Filterfunktion für Ordner oder optionalen Blocksatz für das Verfassen von Nachrichten.
In der im Februar 2011 erschienenen Version 4.61 wurde das Erscheinungsbild der Symbole grundlegend überarbeitet. Es kann nun zwischen einer auf dem Internet Explorer basierenden HTML-Anzeige und dem bisherigen BearHTML gewählt werden. Zudem lässt sich einstellen, ab welcher Größe eigene Anhänge verweigert werden.
Die im Juli 2011 erschienene Version 4.62 bietet vor allem eine verbesserte HTML-Darstellung, in der im Januar 2012 veröffentlichten Version 4.63 wurden zahlreiche Fehler beseitigt.
Seit der im März 2014 freigegebenen Version 4.70 wird OpenSSL für die Verschlüsselung eingesetzt, zudem wird Hunspell für die Rechtschreibprüfung in verschiedenen Sprachen genutzt.
Im Juni 2018 erschien Version 4.73, deren wichtigste Neuerung das völlig überarbeitete Hilfesystem ist. Es ist das erste große Modul der kommenden Pegasus Mail Version 5, welches in das bestehende Programm integriert wurde.
Am 14. Februar 2022 erschien Version 4.80. Neben mehreren Verbesserungen wurde OpenSSL auf 1.1.1k aktualisiert, die Unterstützung von 120dpi-Bildschirmen umgesetzt und der Editor für eine bessere Darstellung von HTML-Inhalten optimiert.
Für Version 5 sind eine vollständige Überarbeitung des Adressbuchs und ein neues Mailordner-Format geplant.

## Finanzierung
David Harris kündigte 1993 seinen sicheren Job an der University of Otago in Dunedin und bestreitet seinen Lebensunterhalt seitdem ausschließlich mit der Entwicklung seiner Programme. Finanziert wurde die Entwicklung in erster Linie durch den Verkauf von Handbüchern und Supportverträgen sowie Fanartikeln und Spenden.
Seit 2007 hat er sein Geschäftsmodell auf Spendeneinkommen bei Pegasus Mail und kommerzielle Lizenzen (nur bei kommerzieller Nutzung, bei nicht-kommerzieller Nutzung bittet der Autor um Spenden) für Mercury geändert.